# Ropica keyensis
Ropica keyensis är en skalbaggsart som beskrevs av Stefan von Breuning 1953. Ropica keyensis ingår i släktet Ropica och familjen långhorningar. Inga underarter finns listade i Catalogue of Life.